# Phineas e Ferb
Phineas and Ferb (bra/prt: Phineas e Ferb) é uma série de desenho animado norte-americano. Originalmente exibida como uma prévia em 17 de agosto de 2007 no Disney Channel, a série segue Phineas Flynn e seu meio-irmão inglês Ferb Fletcher durante as férias escolares de verão. Todos os dias os companheiros constroem um grande projeto, o que irrita a irmã controladora dos dois, Candace, que tenta contar à mãe dos irmãos sobre suas invenções. A série segue um sistema de enredo padrão; em todos os episódios ocorre a exibição de piadas, e o sub-enredo quase sempre envolve o animal de estimação dos personagens principais, Perry o Ornitorrinco como um agente secreto - nomeado de “Agente P” - que luta com seu arqui-inimigo Dr. Heinz Doofenshmirtz, um cientista do mal. Os dois enredos se cruzam no final para apagar todos os vestígios do projeto dos garotos antes que Candace possa mostrá-lo para sua mãe, o que deixa a menina frustrada.
Os criadores Dan Povenmire e Jeff "Swampy" Marsh trabalharam juntos anteriormente em Os Padrinhos Mágicos e Rocko's Modern Life, da Nickelodeon também, Os Simpsons e Uma Família da Pesada da Fox. Os dois também dublam dois personagens do sub-enredo da série: Major Monograma e Dr. Doofenshmirtz. Phineas e Ferb foi elaborada quando Povenmire esboçou um garoto triangular — o modelo para Phineas — em um restaurante. Povenmire e Marsh elaboraram o conceito da série juntos e ofereceram a série a várias redes por dezesseis anos até conseguirem a exibição no Disney Channel.
A série animada também ficou conhecido por seus números musicais, que têm aparecido em quase todos os episódios desde Flop Starz. Os gerentes da Disney apreciaram a canção presente no episódio, Gitchee, Gitchee Goo, e pediram para que canções estivessem presentes em cada episódio. Os criadores compõem e gravam as canções, variando o ritmo da canção de acordo com o episódio. As canções da série receberam quatro indicações para o Emmy: em 2008 para a canção-tema e para a canção “I Ain't Got Rhythm” e em 2010 para a canção “Come Home, Perry”. A série ganhou vários admiradores adultos.
O último episódio de Phineas e Ferb passou às 20:00 do dia 21 de junho de 2015.
Em Portugal, as primeiras temporadas ainda repetiram no Disney Channel em 2018 no horário das 18h.

## Exibição Internacional

### Transmissão
- Estados Unidos (Original): 17 de agosto de 2007 - presente
- Brasil: 16 de dezembro de 2007 - presente
- Portugal: 1 de fevereiro de 2008 - presente

### Emissoras
- Estados Unidos (Original): Disney Channel, Disney XD
- Brasil: Disney Channel, Disney XD, SBT, Rede Globo, Disney Plus
- Portugal: Disney Channel, SIC

## Antecedentes e contexto

Desenhado em papel pardo, o primeiro desenho de Phineas possui um rápido crescimento das características do personagem e do esboço do estilo artístico.

Dan Povenmire, co-criador de Phineas e Ferb, inspirou-se na infância vivida em Mobile, Alabama, onde sua mãe lhe dizia para nunca perder um dia do verão. Para ficar ocupado, Povenmire construiu projetos como para cavar buracos e filmes caseiros. Ele comentou: "Minha mãe deixava eu usar cortinas pretas na nossa sala de estar que serviria como espaço sideral. Eu iria pendurar modelos de naves especiais para meus curtas que filmei com uma câmera Super 8". Ele era considerado um prodígio artístico e exibiu seus desenhos em várias exposições de arte. Enquanto isso, Marsh cresceu em uma família grande. Assim como Povenmire, Marsh passou os verões explorando e participando de várias atividades diferentes, a fim de divertir.
Enquanto frequentava a Universidade do Sul da Califórnia, Povenmire começou a publicar uma tira diária nomeada de Life Is a Fish, e recebeu dinheiro da mercadoria projetada com base em sua série. Ele desistiu e, a partir daí, ele começou a atrair pessoas na rua para ganhar a vida, até ele ser chamado por Tommy Chong para trabalhar em uma pequena parte da animação do filme Far Out Man. Daí, o co-criador da série começou a trabalhar com animação profissionalmente, trabalhando em desenhos como Tartarugas Ninja. Marsh se tornou vice-presidente de vendas e marketing em uma empresa de informática, até ele decidir sair. Um amigo o ajudou a montar um portifólio e a entrar no ramo da animação.

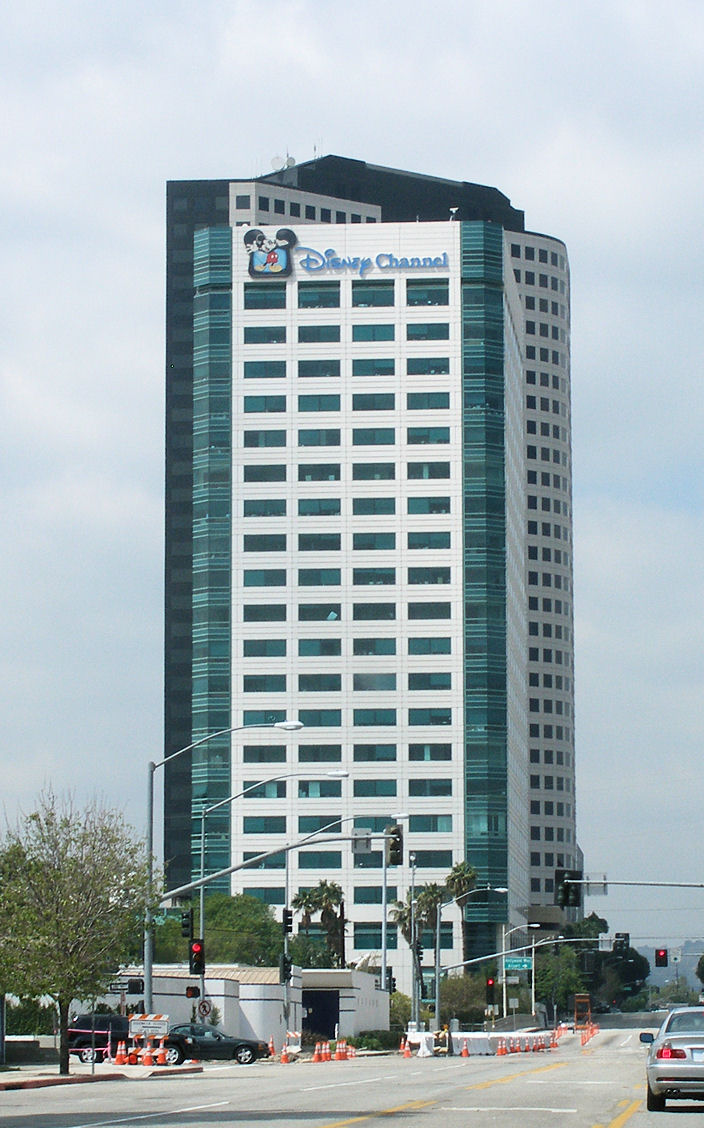
O Disney Channel foi a primeira rede a dar uma chance a série, embora recusou-a na primeira vez que Dan Povenmire ofereceu-a ao canal.

Povenmire e Marsh trabalharam juntos pela primeira vez como artistas de layout em Os Simpsons. Os dois possuíam os mesmos gostos musicais e humorísticos e se tornaram amigos rapidamente. Eles continuaram a amizade trabalhando como um time de escrita na série Os Padrinhos Mágicos, e A Vida Moderna de Rocko, da Nickelodeon, onde conceberam a ideia principal para o desenho. Phineas and Ferb foi elaborada quando Povenmire comia um jantar no restaurante Wild Thyme em South Pasadena, Califórnia, e desenhou um rápido esboço de um "garoto triangular" em folha de papel pardo. Ele rasgou o desenho e ligou para Marsh naquela noite e disse que ele achava que os dois tinham o próprio show. O doodle do garoto triangular provocou um rápido desenvolvimento de personagens e projetos. Povenmire decidiu que seu esboço "parecia como um Phineas", e nomeou Ferb depois de conhecer um amigo que "possui mais ferramentas que qualquer outra pessoa no mundo". Os dois criadores basearam seus personagens em formas angulares em homenagem ao animador e diretor de Looney Tunes, Tex Avery, acrescentando formas geométricas para complementar.
As tentativas iniciais de exibição da série falharam e, embora eles permanecendo comprometidos com o conceito, Povenmire e Marsh começaram a se afastar depois do trabalho em A Vida Moderna de Rocko. Marsh mudou-se para Londres e trabalhou em outros projetos, dentre eles Postman Pat e Bounty Hamster. Povenmire trabalhou na série de horário nobre da Fox Uma Família da Pesada, sempre com o portifólio de Phineas and Ferb para oferecê-la mais tarde à redes como Cartoon Network e Fox Kids. As duas recusaram o show, acreditando que a série era muito complexa para ser trabalhada. Povenmire insistiu e ofereceu-a à Nickelodeon, onde foi considerada como de alto nível pelos executivos do canal, porém também recusou novamente com o motivo de ser muito complicada. Depois de 16 anos de tentativas, ele levou a série à Disney, que não aceitou imediatamente a série, porém disse a Dan que eles iriam manter o pacote. Ele assumiu que estava disposto à não negociar mais e não trabalhar mais na série, consciente de que a frase dita pela rede significava "jogar no lixo mais tarde", porém a Disney deu uma chance à série. Dan comentou: "A Disney foi a primeira a dizer: 'Vamos ver se você consegue fazer isso em 11 minutos'. Fizemos no episódio piloto e eles disseram: 'Vamos ver se você consegue por 26 episódios'". Povenmire estava inicialmente preocupado que seu trabalho em Uma Família da Pesada (show adulto conhecido pelo seu humor inculto) fosse afetar a Disney, que trabalha para crianças. No entanto, Adam Bonett, do Disney Channel, disse que era um fã da série e que apreciou a conexão dele na série.

## Produção

### Estilo de escrita
O programa utiliza quatro escritores principais para apresentar ideias para a história de acordo com "regras rígidas" de produção, tais como a restrição de que os planos das personagens nunca aparentem serem "mágicos". As histórias são revisadas em sessões semanais às segundas-feiras e então simultaneamente roteirizadas e esquematizadas com desenhos que servirão de base para a animação. Um rascunho bastante primitivo é feito antes destes esquemas, mostrando pouco mais do que sugestões de cenas e diálogos. Os escritores então reúnem-se para um passo-a-passo do esquema na frente de todo o elenco, cujas reações às piadas são avaliadas antes das correções serem feitas. Os escritores também incluem piadas recorrentes características do programa em todos os episódios, que são geralmente falas das personagens. Quase todos os episódios são contidos em dois segmentos de onze minutos.

### Aspectos visuais e animação

Comparativo do desenho original (acima) e da versão final animada (abaixo) de uma das cenas da sequência de abertura.

Os estúdios Rough Draft Studios, Wang Film Productions, Synergy Animation e Hong Ying Animation — localizados na Carolina do Norte, Taiwan e Xangai, respectivamente — foram os usados para a animação em 2D, realizada com o software Toon Boom. Povenmire ficou responsável da maior parte da direção da produção, juntamente com Zac Moncrief e Robert Hughes. A série também possui características artísticas do animador Tex Avery como formas geométricas presentes nos personagens, objetos e cenários. Dan Povenmire disse: "Tem um toque de Tex Avery lá, ele possuía muito esse estilo gráfico". Triângulos também são incluídos como um easter egg no cenário de todos os episódios, algumas vezes em árvores ou nas construções dos personagens principais.
Cores brilhantes também é uma característica de Phineas e Ferb. Marsh elaborou: "O conceito no final do dia foi doce. Uma coisa que eu acho que funciona muito bem é que nossos personagens são brilhantes e com cores de doces, e nossos cenários são uma representação muito mais realista do mundo: o verde suave da grama, as madeiras naturais da cerca... Tudo que fazemos tem que estar relacionado com a realidade". Os designers procuraram fazer personagens simples, de modo que as crianças pudessem desenhá-los. Os personagens também foram criados para serem reconhecidos à distância, uma técnica baseada na ideia de Matt Groening de fazer personagens reconhecíveis pela silhueta.

### Enredo

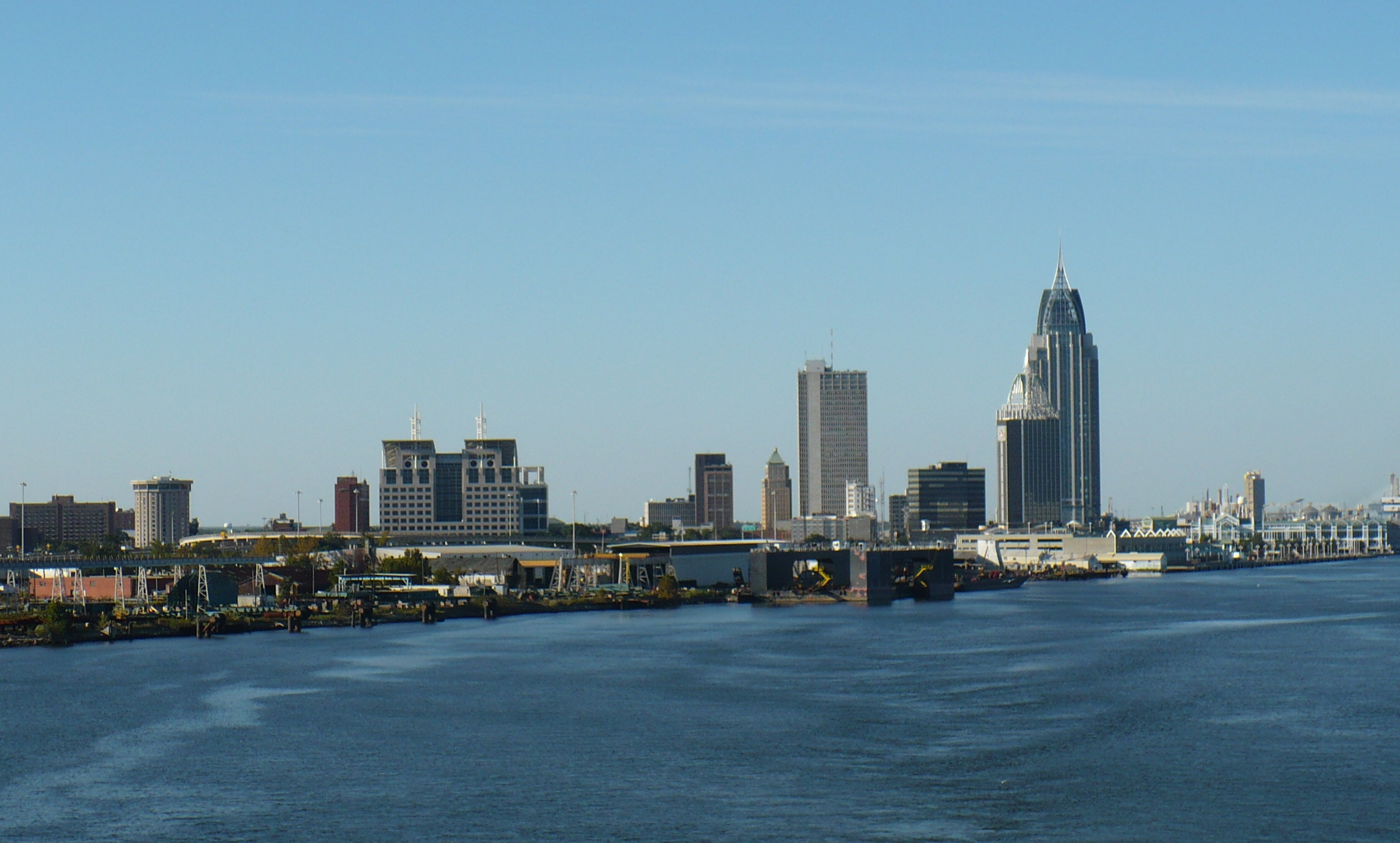
Povenmire buscou inspiração para o show na sua infância vivida em Mobile, Alabama.

O show segue as aventuras dos meios-irmãos Phineas Flynn (Vincent Martella) e Ferb Fletcher (Thomas Sangster), que vivem na cidade fictícia de Danville, em algum lugar na área dos três estados. Sua irmã mais velha, Candace Flynn (Ashley Tisdale), é obcecada com duas coisas ao longo do show. Uma delas é ver o "fracasso" dos esquemas e ideias de Phineas e Ferb, geralmente chamando sua mãe para ver as atividades dos meninos em uma tentativa de deixá-los em apuros, mas nunca é bem sucedido por causa de eventos que ocorrem em outra subtrama. A segunda é que ela é obcecada por um rapaz chamado Jeremy que ela quer que seja seu namorado. Enquanto isso, os meninos tem um ornitorrinco de estimação, Perry, que atua como um agente secreto de uma organização do governo de animais chamada O.W.C.A. ("Organization Without a Cool Acronym", em português "Organização Sem Uma Sigla Bacana"), lutando contra o Dr. Heinz Doofenshmirtz.
O humor da série se baseia em piadas corridas que são utilizadas em cada episódio com pequenas variações. Por exemplo, vários episódios apresentam um adulto perguntando á Phineas se ele é jovem demais para estar realizando alguma atividade complexa, à qual ele responde "Sim, sim eu sou." Além disso, Phineas e Ferb, juntamente com outros personagens, antes de iniciar suas invenções, perguntam: "Ei, cadê o Perry?". Os confrontos de Perry e Doofenshmirtz levam geralmente à destruição ou desaparecimento de qualquer invenção do dia de Phineas e Ferb.
Os aspectos de humor da série são destinados aos adultos, incluindo suas frequentes referências á cultura popular. O co-criador Dan Povenmire, procurou criar um show que fosse menos atrevido do que Uma Família da Pesada — tendo trabalhado anteriormente no show — mas tinha a confiança mesmo no ritmo cômico, empregando humor em olhares vazios, rostos inexpressivos e trocadilhos. Povenmire descreve o show como uma combinação de Uma Família da Pesada e Bob Esponja. Jeff "Swampy" Marsh, o outro co-criador, disse que o programa não foi criado apenas para crianças, mas simplesmente não exclundo-as como um público-alvo.

### Elenco
Phineas e Ferb são dublados por Vincent Martella e Thomas Sangster, respectivamente. Sangster é um dos muitos atores britânicos do elenco, Marsh viveu na Inglaterra durante sete anos, e desenvolveu um gosto pelos britânicos. O resto do elenco inclui Ashley Tisdale como sua irmã, Candace; Dee Bradley Baker como Perry o Ornitorrinco e Perry simplesmente, como Phineas chama; Caroline Rhea como Linda Flynn-Fletcher, que é a mãe de Phineas e Candace, e madrasta de Ferb; Jack McBrayer como Irving que admira Phineas e Ferb, e é o criador do fã site de Phineas e Ferb; Kelly Hu como a melhor amiga de Candace, Stacy; os criadores Dan Povenmire como Dr. Doofenshmirtz e Jeff "Swampy" Marsh como Major Monograma, respectivamente; Tyler Mann como Carl, estagiário de Major Monograma; Alyson Stoner como Isabella Garcia-Shapiro, uma menina doce que é a líder das "garotas companheiras" e tem uma queda por Phineas (é revelado que a família de Isabella é "judaica mexicana" e mora no outro lado da rua da casa dos Flynn-Fletchers) e Mitchel Musso como Jeremy, a paixão de Candace, então mais tarde o namorado dela.
A produção de elenco da série foi responsável por selecionar a maioria dos atores e atrizes que iriam dublar as personagens, a escolha dos atores como Vincent Martella e Mitchel Musso para os papéis principais foi baseada na popularidade.

### Continuação
A Série foi renovada por mais 40 novos episódios, com reestreia em 06 de junho de 2025, no serviço de streaming Disney Plus. 

## Personagens

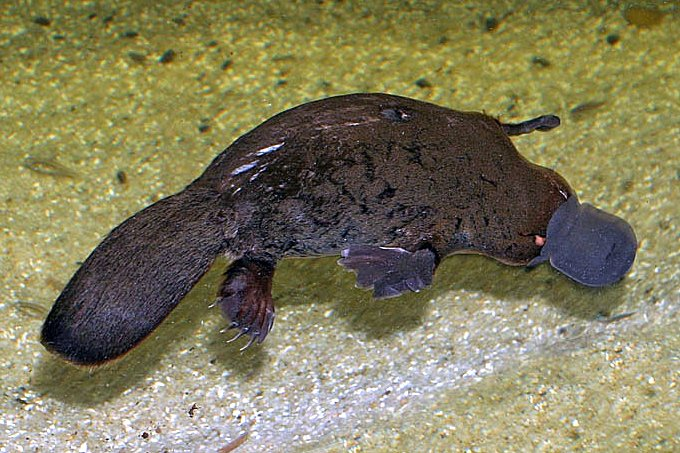
Um ornitorrinco foi incluído na série devido a sua "atraente aparência".

Os personagens principais vivem em uma família misturada, um tema considerado como muito utilizado na programação infantil e que refletia a criação de Marsh. Ele disse que o cenário familiar "não era importante para a vida das crianças. Eles são uma grande família misturada e é tudo que precisamos saber". A escolha de um ornitorrinco como o mascote da família foi igualmente inspirada pela subutilização na mídia. O mascote também possui a liberdade de fazer coisas "a mais", já que "ninguém sabe muito sobre eles".
Marsh chamou os personagens de "legais, engraçados" e considerou-os como "não mesquinhos". De acordo com Povenmire, o diretor de animação da série, Rob Hughes, concordou: "Em todas as outras séries há um personagem mesquinho e estúpido, porém não existe nenhum nesse show".
| Personagens                   | Voz de                                      | Phineas e Ferb | Phineas e Ferb | Phineas e Ferb | Phineas e Ferb | Phineas e Ferb | Phineas e Ferb | Arquivos O.S.U.S.B. |
| Personagens                   | Voz de                                      | Temporada 1    | Temporada 2    | Temporada 3    | Filme de 2011  | Temporada 4    | Filme de 2020  | Arquivos O.S.U.S.B. |
| ----------------------------- | ------------------------------------------- | -------------- | -------------- | -------------- | -------------- | -------------- | -------------- | ------------------- |
| Phineas Flynn                 | Vincent Martella                            | Principal      | Principal      | Principal      | Principal      | Principal      | Principal      |                     |
| Ferb Fletcher                 | Thomas Sangster David Errigo Jr. (2º filme) | Principal      | Principal      | Principal      | Principal      | Principal      | Principal      |                     |
| Candace Flynn                 | Ashley Tisdale                              | Principal      | Principal      | Principal      | Principal      | Principal      | Principal      |                     |
| Linda Flynn-Fletcher          | Caroline Rhea                               | Principal      | Principal      | Principal      | Principal      | Principal      | Principal      |                     |
| Dr. Heinz Doofenshmirtz       | Dan Povenmire                               | Principal      | Principal      | Principal      | Principal      | Principal      | Principal      | Principal           |
| Perry o Ornitorrinco Agent P  | Dee Bradley Baker                           | Principal      | Principal      | Principal      | Principal      | Principal      | Principal      | Principal           |
| Major Francis Monogram        | Jeff "Swampy" Marsh                         | Principal      | Principal      | Principal      | Principal      | Principal      | Principal      | Principal           |
| Carl o estagiário             | Tyler Alexander Mann                        | Principal      | Principal      | Principal      | Principal      | Principal      | Principal      | Principal           |
| Lawrence Fletcher             | Richard O'Brien                             | Recorrente     | Recorrente     | Recorrente     | Principal      | Recorrente     | Principal      |                     |
| Jeremy Johnson                | Mitchel Musso                               | Recorrente     | Recorrente     | Recorrente     | Principal      | Recorrente     | Principal      |                     |
| Baljeet Tjinder               | Maulik Pancholy                             | Recorrente     | Recorrente     | Recorrente     | Principal      | Recorrente     | Principal      |                     |
| Isabella Garcia-Shapiro       | Alyson Stoner                               | Recorrente     | Recorrente     | Recorrente     | Principal      | Recorrente     | Principal      |                     |
| Stacy Hirano                  | Kelly Hu                                    | Recorrente     | Recorrente     | Recorrente     | Principal      | Recorrente     | Principal      |                     |
| Buford van Stomm              | Bobby Gaylor                                | Recorrente     | Recorrente     | Recorrente     | Principal      | Recorrente     | Principal      |                     |
| Pinky o Chihuahua Agente Pink | Dee Bradley Baker                           | Participação   | Recorrente     | Recorrente     |                | Recorrente     |                |                     |

## Episódios
| Temporada | Temporada                 | Episódios                 | Episódios                 | Originalmente exibido   | Originalmente exibido   |
| Temporada | Temporada                 | Episódios                 | Episódios                 | Estreia da temporada    | Final da temporada      |
| --------- | ------------------------- | ------------------------- | ------------------------- | ----------------------- | ----------------------- |
|           | 1                         | 47                        | 47                        | 17 de agosto de 2007    | 18 de fevereiro de 2009 |
|           | 2                         | 65                        | 65                        | 19 de fevereiro de 2009 | 11 de fevereiro de 2011 |
|           | 3                         | 62                        | 62                        | 4 de março de 2011      | 30 de novembro de 2012  |
|           | Através da 2.ª Dimensão   | Através da 2.ª Dimensão   | Através da 2.ª Dimensão   | 5 de agosto de 2011     | 5 de agosto de 2011     |
|           | 4                         | 48                        | 48                        | 7 de dezembro de 2012   | 12 de junho de 2015     |
|           | Arquivos O.S.U.S.B.       | Arquivos O.S.U.S.B.       | Arquivos O.S.U.S.B.       | 9 de novembro de 2015   | 9 de novembro de 2015   |
|           | Crossover                 | Crossover                 | Crossover                 | 5 de janeiro de 2019    | 5 de janeiro de 2019    |
|           | Candace Contra o Universo | Candace Contra o Universo | Candace Contra o Universo | 28 de agosto de 2020    | 28 de agosto de 2020    |

## Homenagem
No Reino Unido, o canal Disney Channel transmite uma série chamada Oscar and Michael's Phineas and Ferb Fan Club Show em homenagem a série animada norte-americana. A série mostra dois garotos tentando ser como Phineas e Ferb. Nessa série inglesa, eles mostram invenções como Phineas e Ferb fazem. Ela mostra também a criatividade e atualidade dos meninos.

## Músicas
Phineas e Ferb tem várias músicas, umas muito famosas, como "Isso Quer Dizer que Você Gamou" do episódio "Ídolo Pop", a música tema da série e a música de Perry, o ornitorrinco; e também os jingles do Dr. Heinz Doofenshmirtz, que vai mudando a partir do lugar que Heinz vai.
No episódio "Ídolo Pop", Phineas e Ferb criam uma banda chamada Phineas e Ferb-Tones. No dia 16 de outubro de 2009, estreou nos EUA um especial chamado Cliptástico, onde foram escolhidas as dez melhores músicas, e a música "Isso Quer Dizer que Você Gamou" foi eleita a melhor canção da série e "Praia do Quintal" foi eleita a segunda melhor.

## Filmes

### Telefilme
Um filme original Disney Channel chamado de Phineas e Ferb Através da Segunda Dimensão foi anunciado em 4 de Março de 2010 e sua estréia estava esperada para o verão de 2011 nos EUA.

### Filme no Disney+
Um filme original do Disney+ chamado Phineas e Ferb, o Filme: Candace Contra o Universo foi anunciado em 11 de abril de 2019 e o seu lançamento esperado seria daqui a um ano em agosto.

## Outros

### Videojogo
Um jogo de Phineas & Ferb foi lançado no dia 3 de fevereiro de 2009 para Nintendo DS.

## Crossovers

### Phineas and Ferb: Mission Marvel
Em 2012, foi anunciado que um crossover entre Phineas e Ferb e a Marvel Entertainment, surgiu no verão de 2013, intitulado Phineas e Ferb: Mission Marvel. O crossover mostra os super-heróis da Marvel Comics Homem de Ferro, Homem-Aranha, Thor e Hulk e seus supervilões Caveira Vermelha, Chicote Negro, Venom, e MODOK . É o primeiro grande crossover animado entre a Marvel e a Disney desde a aquisição da Marvel Entertainment pela  Walt Disney Company em 2009.

### Phineas and Ferb: Star Wars
Em julho de 2013, os produtores anunciaram um crossover entre Phineas e Ferb e Star Wars. O especial foi exibido em 26 de julho de 2014.

### Milo Murphy's Law
O co-criador Dan Povenmire disse que gostaria de fazer um crossover com a série Milo Murphy's Law, série que também foi criada por ele e Jeff "Swampy" Marsh, que ocorre no mesmo universo que Phineas e Ferb.  Em 21 de julho de 2017, foi anunciado que o crossover estava planejado para ser transmitido em 2018. Antes deste crossover ir ao ar, um personagem de Phineas e Ferb, Dr. Heinz Doofenshmirtz, apareceu no final do episódio "Fungus Among Us", após o crossover, os personagens Doofenshmirtz, Perry, Major Monograma e Carl juntaram-se ao elenco como personagens recorrentes.

## Spin-off
Take Dois com Phineas e Ferb é o spin-off da série Phineas e Ferb, exibido desde 3 de dezembro de 2010 pelo Disney Channel. Onde Phineas Flynn e Ferb Fletcher, ao invés de construírem algo, entrevistam celebridades.

## Prêmios e indicações
| Prêmios                                                  | Resultado |
| 2009 British Academy Children's Awards                   |           |
| Melhor programa de TV                                    | Nomeado   |
| 2009 Emmy Awards:                                        |           |
| Melhor programa de animação de formato curto             | Nomeado   |
| 2009 Pulcinella Awards:                                  |           |
| Melhor animação                                          | Ganhou    |
| 2009 Pulcinella Awards:                                  |           |
| Melhor série para crianças                               | Ganhou    |
| 2009 Annie Awards:                                       |           |
| Melhor programa de animação televisivo                   | Ganhou    |
| 2009 Kids Choice Awards:                                 |           |
| Cartoon Favorito                                         | Ganhou    |
| 2008 Emmy Awards:                                        |           |
| Principal tema musical ("Today Is Gonna Be a Great Day") | Nomeado   |
| Melhor música e letra ("I Ain't Got Rhythm")             | Nomeado   |
| 2011 Kids Choice México:                                 |           |
| Desenho favorito                                         | Ganhou    |
| 2012 Kids Choice Awards USA:                             |           |
| Cartoon favorito                                         | Nomeado   |
| 2012 Meus Prêmios Nick                                   |           |
| Desenho Favorito                                         | Nomeado   |
| '2012 Kids Choice Awards México                          |           |
| Desenho Favorito                                         | Ganhou    |
| 2012 Kids Choice Awards Argentina                        |           |
| Desenho Favorito                                         | Ganhou    |
| 2013 Kids Choice Awards USA:                             |           |
| Cartoon favorito                                         | Nomeado   |